# Himalaya, l'enfance d'un chef
Himalaya, l'enfance d'un chef é um filme de drama nepalense de 1999 dirigido e escrito por Eric Valli. Foi indicado ao Oscar de melhor filme estrangeiro na edição de 2000, representando o Nepal.

## Elenco
- Tsering Dorjee
- Thinle Lhondup
- Gurgon Kyap
- Lhakpa Tsamchoe